# Phare du Mont-Saint-Clair
Le phare du Mont-Saint-Clair est un phare situé sur le mont Saint-Clair, sur la commune de Sète, dans l'Hérault. Sa construction fut décidée à la suite de la relance en 1898 de décrets datant de 1853 et 1878. Sa construction débuta grâce à la décision ministérielle du 3 janvier 1900, et dura de 1900 à 1903. Les travaux débutent par l'entrepreneur Massol, mais son décès peu après le début des travaux obligèrent à faire venir un autre entrepreneur. Ainsi, les travaux reprennent en fin 1900 avec l'entreprise Troglia alors que les fondations du phare sont déjà réalisées. Sa construction dura trois ans et, le 23 avril 1903, le phare est allumé,.

## Description architecturale
Ce phare se présente sous la forme d'une tour  octogonale en pierres d'une hauteur de 23 m, légèrement pyramidale. La focale est située à une hauteur de 18,90m.

## Localisation
Ce phare est situé sur le flanc du mont Saint-Clair, à Sète. Il est au-dessus du cimetière marin et du musée Paul-Valery, proche du fort Richelieu.

## Historique
- 23 avril 1903 : première utilisation
- 1938 : électrification, auparavant le phare fonctionnait à la vapeur de pétrole
- 2011 : inscription aux monuments historiques

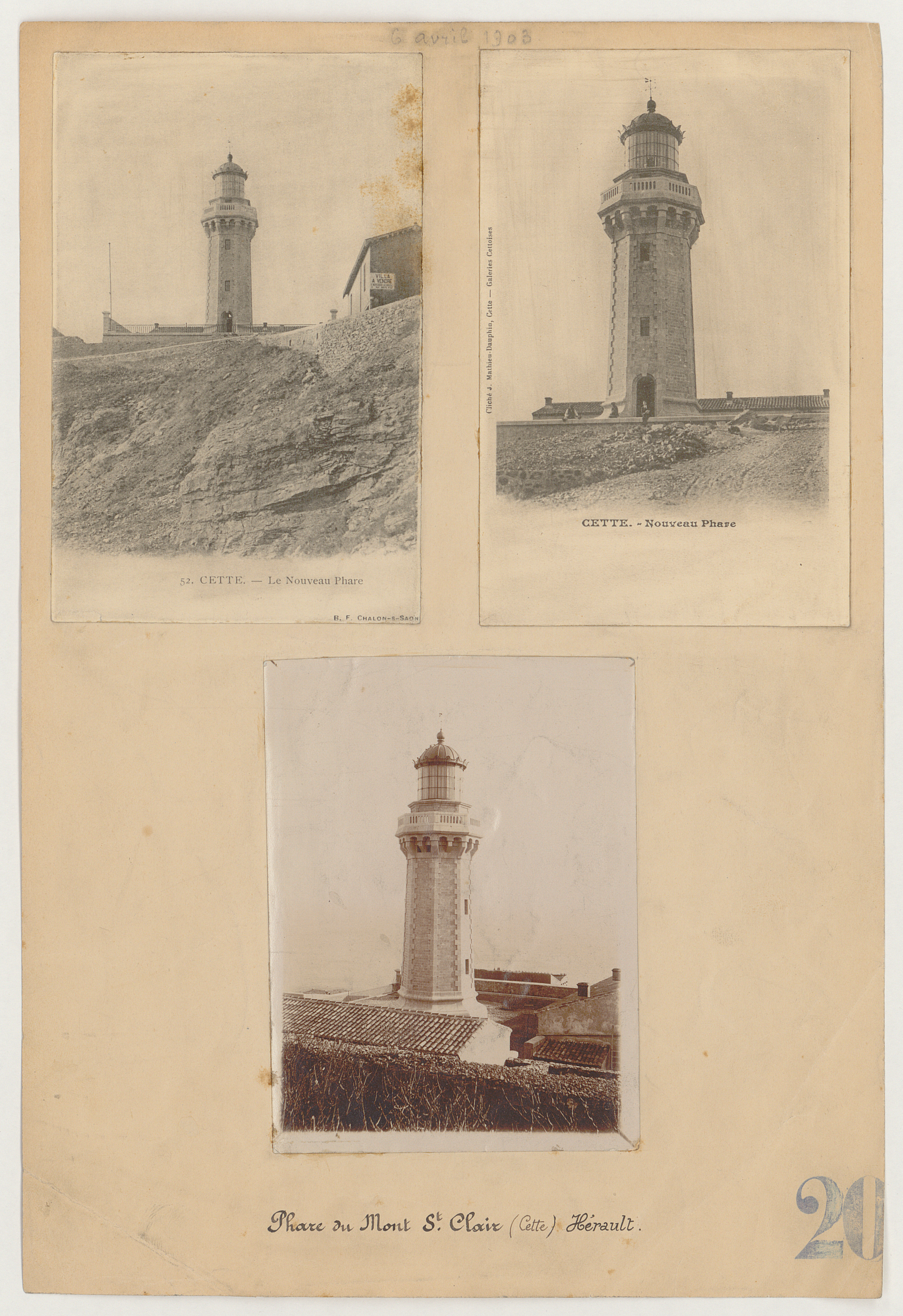
Phare du Mont Saint-Clair à Sète - photographies 1903

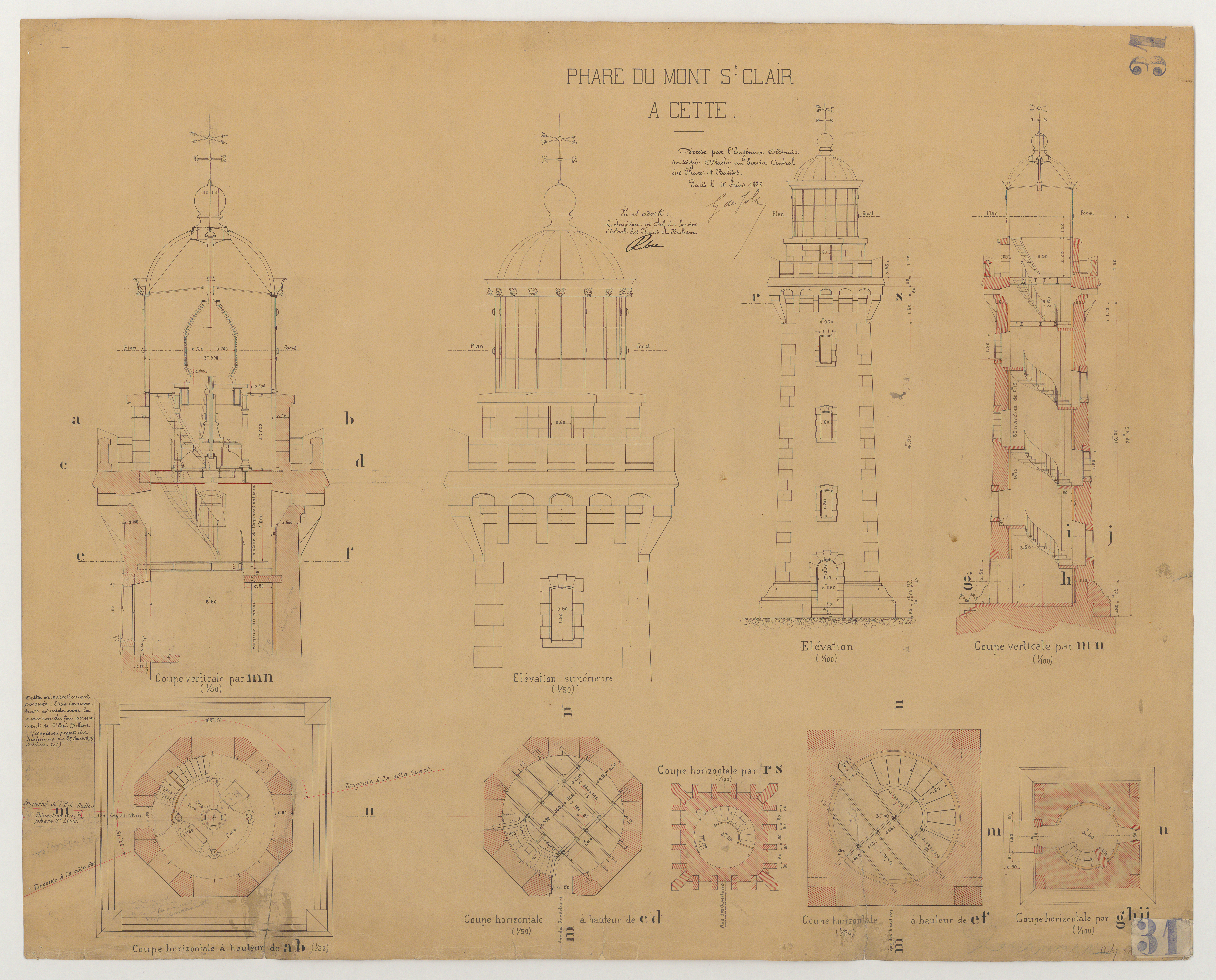
Phare du Mont Saint-Clair à Sète - plan 1903